# Risshytte Hage
Risshytte Hage este o arie protejată (arie specială de conservare — SAC, sit de importanță comunitară — SCI) din Suedia întinsă pe o suprafață de 2,2 ha, integral pe uscat.

## Localizare
Centrul sitului Risshytte Hage este situat la coordonatele 60°20′14″N 15°36′25″E / 60.3371°N 15.6069°E.

## Înființare
Situl Risshytte Hage a fost declarat sit de importanță comunitară în ianuarie 1997 pentru a proteja 1 specie de plante. Situl a fost protejat și ca arie specială de conservare în martie 2011.

## Biodiversitate
Situată în ecoregiunea boreală, aria protejată conține 3 habitate naturale: Mlaștini alcaline, Păduri fino-scandinave bogate în ierburi cu Picea abies, Mlaștini turboase de tranziție și turbării mișcătoare.
La baza desemnării sitului se află o specie protejată de  plante: papucul doamnei (Cypripedium calceolus).